# Dournon
Dournon é uma comuna francesa na região administrativa de Borgonha-Franco-Condado, no departamento de Jura. Estende-se por uma área de 6,55 km². Em 2010 a comuna tinha 139 habitantes (densidade: 21,2 hab./km²).